# Menominee (Illinois)
Menominee é uma vila localizada no estado americano de Illinois, no Condado de Jo Daviess.

## Demografia
Segundo o censo americano de 2000, a sua população era de 237 habitantes.
Em 2006, foi estimada uma população de 233, um decréscimo de 4 (-1.7%).

## Geografia
De acordo com o United States Census Bureau tem uma área de
5,0 km², dos quais 5,0 km² cobertos por terra e 0,0 km² cobertos por água. Menominee localiza-se a aproximadamente 232 m acima do nível do mar.

## Localidades na vizinhança
O diagrama seguinte representa as localidades num raio de 16 km ao redor de Menominee.